# جيف غرايمز
جيف غرايمز (بالإنجليزية: Jeff Grimes)‏ هو لاعب كرة قدم أمريكية أمريكي، ولد في 23 سبتمبر 1968 في غارلاند في الولايات المتحدة.